# فیلیپ لوویو
فیلیپ لوویو (فرانسوی: Philippe Louviot‎؛ زادهٔ ۱۴ مارس ۱۹۶۴) دوچرخه‌سوار اهل فرانسه است.